# Walter Pandiani
Walter Gerardo Pandiani Urquiza (født 27. april 1976 i Montevideo, Uruguay) er en uruguayansk tidligere fodboldspiller, der spillede som angriber. 

## Karriere
Pandiani har bl.a. spillet for Progreso, Basañez og Peñarol i hjemmelandet Uruguay og Mallorca, Osasuna, Espanyol, Villarreal samt Atletico Baleares i Spanien. Derudover har han spillet en sæson i engelske Birmingham City.

## Landshold
Pandiani nåede i sin tid som landsholdsspiller (2001-2004) at spille fire kampe for Uruguays landshold, som han debuterede for den 28. marts 2001 i et opgør mod Paraguay. 